# Грегорио (племянник Целестина III)
Грегорио (Gregorio) — католический церковный деятель XII века. На консистории 1190 года был провозглашен кардиналом-дьяконом с титулом церкви Сант-Анджело-ин-Пескерия. Участвовал в выборах папы 1191 (Целестин III) и 1198 (Иннокентий III) годов.